# Campeonato Mundial de Atletismo en Pista Cubierta de 2012
El XIV Campeonato Mundial de Atletismo en Pista Cubierta se celebró en Estambul (Turquía) entre el 9 y el 11 de marzo de 2012 bajo la organización de la Asociación Internacional de Federaciones de Atletismo y la Federación Turca de Atletismo.
Las competiciones se realizaron en el Pabellón Deportivo Sinan Erdem de la ciudad turca.

## Países participantes
Participaron 683 atletas (349 hombres y 334 mujeres) de 172 federaciones nacionales afiliadas a la IAAF, el mayor número en la historia del campeonato.
| África (CAA) | Asia (AAA) | Europa (EAA) | Norteamérica (NACAC) | Oceanía (OAA) | Sudamérica (ConSudAtle) |
| --- | --- | --- | --- | --- | --- |
| Argelia (1/1) · Benín (1/1) · Botsuana (4/-) · Burkina Faso (1/1) · Chad (-/1) · Camerún (1/1) · Comoras (1/1) · República del Congo (-/1) · República Democrática del Congo (1/1) · Costa de Marfil (1/1) · Egipto (1/-) · Etiopía (5/5) · Gambia (1/-) · Ghana (2/1) · Guinea (1/-) · Guinea-Bisáu (1/1) · Guinea Ecuatorial (1/-) · Kenia (6/3) · Lesoto (1/-) · Madagascar (-/1) · Malaui (-/1) · Mali (1/-) · Marruecos (3/4) · Mauricio (1/1) · Mauritania (1/-) · Namibia (-/1) · Nigeria (2/5) · Ruanda (1/1) · Senegal (1/-) · Seychelles (1/-) · Sierra Leona (1/-) · Sudáfrica (4/-) · Suazilandia (1/-) · Sudán (2/-) · Tanzania (1/-) · Uganda (2/-) · Yibuti (1/-) · Zambia (1/1) | Afganistán (1/1) · Arabia Saudita (1/-) · Baréin (1/2) · Bangladés (1/1) · Brunéi (1/1) · Bután (1/1) · Camboya (1/-) · China (6/7) · Corea del Sur (-/1) · Emiratos Árabes Unidos (-/2) · Filipinas (-/1) · Hong Kong (1/1) · India (-/1) · Indonesia (-/1) · Irán (3/1) · Irak (1/1) · Japón (-/1) · Kazajistán (-/6) · Kuwait (1/-) · Kirguistán (1/1) · Líbano (1/-) · Macao (1/-) · Maldivas (1/-) · Mongolia (1/1) · Omán (1/-) · Pakistán (1/1) · Palestina (1/1) · Catar (3/-) · Singapur (1/1) · Siria (1/1) · Tailandia (1/-) · China Taipéi (1/1) · Tayikistán (1/1) · Turkmenistán (-/1) · Uzbekistán (-/5) | Albania (1/1) · Alemania (10/8) · Andorra (1/1) · Armenia (1/1) · Austria (2/1) · Azerbaiyán (1/1) · Bélgica (1/2) · Bielorrusia (2/16) · Bosnia y Herzegovina (1/1) · Bulgaria (1/7) · Chipre (1/1) · Croacia (-/1) · Dinamarca (1/1) · Eslovaquia (-/1) · Eslovenia (1/3) · España (14/6) · Estonia (1/1) · Francia (8/3) · Georgia (1/1) · Gibraltar (1/-) · Grecia (5/3) · Hungría (2/1) · Irlanda (2/1) · Islandia (1/1) · Israel (1/1) · Italia (8/8) · Letonia (-/2) · Lituania (1/4) · Macedonia del Norte (1/-) · Malta (-/1) · Moldavia (1/1) · Mónaco (1/-) · Noruega (-/1) · Países Bajos (1/3) · Polonia (10/4) · Portugal (1/2) · Reino Unido (17/17) · República Checa (8/5) · Rumania (2/11) · Rusia (18/26) · San Marino (1/1) · Serbia (1/-) · Suecia (1/3) · Suiza (-/2) · Turquía (10/9) · Ucrania (9/18) | Anguila (1/1) · Aruba (1/-) · Bahamas (8/2) · Bermudas (1/-) · Islas Caimán (1/-) · Canadá (3/1) · Costa Rica (1/-) · Cuba (7/4) · República Dominicana (1/-) · Dominica (1/-) · El Salvador (1/-) · Estados Unidos (29/32) · Granada (1/-) · Haití (1/-) · Islas Vírgenes Británicas (-/1) · Islas Vírgenes de los Estados Unidos (1/1) · Jamaica (4/7) · México (1/-) · Nicaragua (1/1) · Puerto Rico (1/-) · San Cristóbal y Nieves (1/1) · San Vicente y las Granadinas (1/1) · Santa Lucía (-/1) · Trinidad y Tobago (6/1) | Australia (4/2) · Islas Cook (-/1) · Fiyi (1/1) · Guam (1/1) · Kiribati (1/1) · Micronesia (1/-) · Islas Marianas del Norte (-/1) · Islas Marshall (1/-) · Nauru (1/1) · Isla Norfolk (1/-) · Nueva Zelanda (-/1) · Palaos (1/1) · Papúa Nueva Guinea (1/1) · Polinesia Francesa (1/1) · Islas Salomón (1/1) · Samoa (1/-) · Tonga (1/1) · Tuvalu (1/-) · Vanuatu (1/1) | Argentina (1/-) · Brasil (3/4) · Colombia (1/-) · Ecuador (1/-) · Guyana (1/1) · Panamá (1/-) · Paraguay (1/-) · Perú (1/-) · Uruguay (1/1) · Venezuela (5/-) |

## Resultados

### Masculino
| Evento                    | Oro                                                                            | Plata                                                                         | Bronce                                                                             |
| ------------------------- | ------------------------------------------------------------------------------ | ----------------------------------------------------------------------------- | ---------------------------------------------------------------------------------- |
| 60 m (10.03)              | Justin Gatlin Estados Unidos 6,46 s                                            | Nesta Carter Jamaica 6,54 s                                                   | Dwain Chambers Reino Unido 6,60 s                                                  |
| 400 m (10.03)             | Nery Brenes · Costa Rica · 45,11                                               | Demetrius Pinder Bahamas 45,34                                                | Chris Brown Bahamas 45,90                                                          |
| 800 m (11.03)             | Mohammed Aman Etiopía 1:48,36                                                  | Jakub Holuša · República Checa · 1:48,62                                      | Andrew Osagie Reino Unido 1:48,92                                                  |
| 1.500 m (10.03)           | Abdalaati Iguider Marruecos 3:45,21                                            | Ilham Tanui Özbilen Turquía 3:45,35                                           | Mekonnen Gebremedhin Etiopía 3:45,90                                               |
| 3.000 m (11.03)           | Bernard Lagat Estados Unidos 7:41,44                                           | Augustine Kiprono Choge Kenia 7:41,77                                         | Edwin Cheruiyot Soi Kenia 7:41,78                                                  |
| 60 m vallas (11.03)       | Aries Merritt Estados Unidos 7,44                                              | Liu Xiang China 7,49                                                          | Pascal Martinot-Lagarde Francia 7,53                                               |
| Salto de altura (11.03)   | Dimítrios Chondrokoúkis · Grecia · 2,33 m                                      | Andréi Silnov · Rusia · 2,33 m                                                | Ivan Ujov · Rusia · 2,31 m                                                         |
| Salto con pértiga (10.03) | Renaud Lavillenie Francia 5,95                                                 | Björn Otto · Alemania · 5,80                                                  | Brad Walker Estados Unidos 5,80                                                    |
| Salto de longitud (10.03) | Mauro Vinicius da Silva · Brasil · 8,23                                        | Henry Frayne Australia 8,23                                                   | Alexandr Menkov · Rusia · 8,22                                                     |
| Salto triple (11.03)      | Will Claye Estados Unidos 17,70                                                | Christian Taylor Estados Unidos 17,63                                         | Liukman Adams · Rusia · 17,36                                                      |
| Peso (09.03)              | Ryan Whiting Estados Unidos 22,00                                              | David Storl · Alemania · 21,88                                                | Tomasz Majewski · Polonia · 21,72                                                  |
| 4 x 400 m (11.03)         | Estados Unidos Frankie Wright Calvin Smith Manteo Mitchell Gil Roberts 3:03,94 | Reino Unido Conrad Williams Nigel Levine Michael Bingham Richard Buck 3:04,72 | Trinidad y Tobago Lalonde Gordon Renny Quow Jereem Richards Jarrin Solomon 3:06,85 |
| Heptatlón (10.03)         | Ashton Eaton Estados Unidos 6645 pts. (RM)                                     | Olexi Kasianov · Ucrania · 6071 pts.                                          | Artem Lukianenko · Rusia · 5969 pts.                                               |

- (RM) – Récord mundial

### Femenino
| Evento                    | Oro                                                                                  | Plata                                                                                      | Bronce                                                                                          |
| ------------------------- | ------------------------------------------------------------------------------------ | ------------------------------------------------------------------------------------------ | ----------------------------------------------------------------------------------------------- |
| 60 m (11.03)              | Veronica Campbell-Brown Jamaica 7,01 s                                               | Murielle Ahoure Costa de Marfil 7,04 s                                                     | Tianna Madison Estados Unidos 7,09 s                                                            |
| 400 m (10.03)             | Sanya Richards-Ross Estados Unidos 50,79                                             | Alexandra Fedoriva · Rusia · 51,76                                                         | Natasha Hastings Estados Unidos 51,82                                                           |
| 800 m (11.03)             | Pamela Jelimo Kenia 1:58,93                                                          | Natalia Lupu · Ucrania · 1:59,67                                                           | Erica Moore Estados Unidos 1:59,97                                                              |
| 1.500 m (10.03)           | Genzebe Dibaba Etiopía 4:05,78                                                       | Mariem Alaui Selsuli Marruecos 4:07,78                                                     | Hind Déhiba Francia 4:08,                                                                       |
| 3.000 m (11.03)           | Hellen Onsando Obiri Kenia 8:37,16                                                   | Meseret Defar Etiopía 8:38,26                                                              | Gelete Burka Etiopía 8:40,18                                                                    |
| 60 m vallas (10.03)       | Sally Pearson Australia 7,73                                                         | Tiffany Porter Reino Unido 7,94                                                            | Alina Talay · Bielorrusia · 7,97                                                                |
| Salto de altura (10.03)   | Chaunté Lowe Estados Unidos 1,98 m                                                   | Anna Chicherova · Rusia · Antonietta Di Martino · Italia · Ebba Jungmark · Suecia · 1,95 m |                                                                                                 |
| Salto con pértiga (11.03) | Yelena Isinbáyeva · Rusia · 4,80                                                     | Vanessa Boslak Francia 4,70                                                                | Holly Bleasdale Reino Unido 4,70                                                                |
| Salto de longitud (11.03) | Brittney Reese Estados Unidos 7,23                                                   | Janay Deloach Estados Unidos 6,98                                                          | Shara Proctor Reino Unido 6,89                                                                  |
| Salto triple (10.03)      | Yamile Aldama Reino Unido 14,82                                                      | Olga Rypakova · Kazajistán · 14,63                                                         | Mabel Gay · Cuba · 14,29                                                                        |
| Peso (10.03)              | Valerie Adams Nueva Zelanda 20,54                                                    | Michelle Carter Estados Unidos 19,58                                                       | Jillian Camarena-Williams Estados Unidos 19,44                                                  |
| 4 x 400 m (11.03)         | Reino Unido Shana Cox Nicola Sanders Christine Ohuruogu Perri Shakes-Drayton 3:28,76 | Estados Unidos Leslie Cole Natasha Hastings Jernail Hayes Sanya Richards-Ross 3:58,79      | Rusia · Yulia Gushchina · Xenia Ustalova · Marina Karnaushchenko · Alexandra Fedoriva · 3:29,55 |
| Pentatlón (09.03)         | Natallia Dobrynska · Ucrania · 5013 pts. (RM)                                        | Jessica Ennis Reino Unido 4965 pts.                                                        | Austra Skujytė · Lituania · 4802 pts.                                                           |

1. ↑  Descalificación por dopaje de la medallista de bronce, la turca Aslı Çakır Alptekin.[3]
2. ↑  Descalificación por dopaje de la medallista de plata, la bielorrusa Nadzeya Ostapchuk.[3]

## Medallero
| Núm. | País              | Oro | Plata | Bronce | Total |
| ---- | ----------------- | --- | ----- | ------ | ----- |
| 1    | Estados Unidos    | 10  | 4     | 5      | 19    |
| 2    | Reino Unido       | 2   | 3     | 4      | 9     |
| 3    | Etiopía           | 2   | 1     | 2      | 5     |
| 4    | Kenia             | 2   | 1     | 1      | 4     |
| 5    | Rusia             | 1   | 3     | 5      | 9     |
| 6    | Ucrania           | 1   | 2     | 0      | 3     |
| 7    | Francia           | 1   | 1     | 2      | 4     |
| 8    | Australia         | 1   | 1     | 0      | 2     |
| 8    | Jamaica           | 1   | 1     | 0      | 2     |
| 8    | Marruecos         | 1   | 1     | 0      | 2     |
| 11   | Brasil            | 1   | 0     | 0      | 1     |
| 11   | Costa Rica        | 1   | 0     | 0      | 1     |
| 11   | Grecia            | 1   | 0     | 0      | 1     |
| 11   | Nueva Zelanda     | 1   | 0     | 0      | 1     |
| 15   | Alemania          | 0   | 2     | 0      | 2     |
| 16   | Bahamas           | 0   | 1     | 1      | 2     |
| 17   | China             | 0   | 1     | 0      | 1     |
| 17   | Costa de Marfil   | 0   | 1     | 0      | 1     |
| 17   | Italia            | 0   | 1     | 0      | 1     |
| 17   | Kazajistán        | 0   | 1     | 0      | 1     |
| 17   | República Checa   | 0   | 1     | 0      | 1     |
| 17   | Suecia            | 0   | 1     | 0      | 1     |
| 17   | Turquía           | 0   | 1     | 0      | 1     |
| 24   | Bielorrusia       | 0   | 0     | 1      | 1     |
| 24   | Cuba              | 0   | 0     | 1      | 1     |
| 24   | Lituania          | 0   | 0     | 1      | 1     |
| 24   | Polonia           | 0   | 0     | 1      | 1     |
| 24   | Trinidad y Tobago | 0   | 0     | 1      | 1     |
|      | TOTAL             | 26  | 28    | 25     | 79    |